# Верхнефилатово
Верхнефилатово — упразднённое село входившее в состав городского округа город Тобольск Тюменской области России. В 2004 году включено в состав города Тобольск и исключено из учётных данных.

## География
Располагалось между правым берегом Иртыша и рекой Сузгунка, севернее железнодорожной линии, в 4 км к юго-западу от железнодорожной станции Тобольск.

## История
До 1917 года входило в состав Бронниковской волости Тобольского уезда Тобольской губернии. По данным на 1926 год деревня Верхняя Филатова состояла из 35 хозяйств. В административном отношении являлась центром Верхнефилатовского сельсовета Тобольского района Тобольского округа Уральской области.
В 1989 году Верхнефилатовский сельсовет переименован в Башковский. После 2002 года передано в состав городского округа.

## Население
| 1989 | 2002  |
| ---- | ----- |
| 2569 | ↘1495 |

По данным переписи 1926 года в деревне проживало 168 человек (86 мужчин и 82 женщины), в том числе: русские составляли 100 % населения.